# Olympische Sommerspiele 2004/Teilnehmer (Kirgisistan)
| Gelbes Symbol für Goldmedaillen mit stilisierten Olympischen Ringen | Graues Symbol für Silbermedaillen mit stilisierten Olympischen Ringen | Braundes Symbol für Bronzemedaillen mit stilisierten Olympischen Ringen |
| ------------------------------------------------------------------- | --------------------------------------------------------------------- | ----------------------------------------------------------------------- |
| —                                                                   | —                                                                     | —                                                                       |

Kirgisistan nahm an den Olympischen Sommerspielen 2004 in Athen, Griechenland, mit einer Delegation von 29 Sportlern (22 Männer und sieben Frauen) teil.

## Teilnehmer nach Sportarten

### Boxen
- Aibek Abdymomunow
Bantamgewicht: 17. Platz

- Assylbek Talasbajew
Federgewicht: 17. Platz

### Gewichtheben
- Ulan Moldodosov
Leicht-Schwergewicht: 11. Platz

### Judo
- Erkin Ibragimov
Halbmittelgewicht: in der 1. Runde ausgeschieden

### Leichtathletik
- Valery Pisarev
Marathon: 79. Platz

- Yelena Bobrovskaya
Frauen, 100 Meter: Vorläufe

- Oksana Luneva
Frauen, 400 Meter: Vorläufe

- Tatjana Borissowa
Frauen, 1500 Meter: Vorläufe

- Irina Bogatschowa
Frauen, Marathon: Rennen nicht beendet

- Galina Pedan
Frauen, 400 Meter Hürden: Vorläufe

- Tatjana Jefimenko
Frauen, Hochsprung: 27. Platz in der Qualifikation

### Moderner Fünfkampf
- Pawel Uwarow
Einzel: 22. Platz

- Lyudmila Sirotkina
Einzel: 23. Platz

### Radsport
- Yevgeny Vakker
Straßenrennen: DNF
Einzelverfolgung: 24. Platz

### Ringen
- Uran Kalilov
Federgewicht, griechisch-römisch: 18. Platz

- Kanat Begaliyev
Weltergewicht, griechisch-römisch: 11. Platz

- Danijar Kobonow
Mittelgewicht, griechisch-römisch: 14. Platz

- Zhanarbek Kenzheyev
Leichtschwergewicht, griechisch-römisch: 13. Platz

- Gennadi Tschchaidse
Schwergewicht, griechisch-römisch: 5. Platz

- Ulan Nadyrbek Uulu
Leichtgewicht, Freistil: 12. Platz

- Aleksei Krupnjakow
Schwergewicht, Freistil: 15. Platz

- Yury Mildzikhov
Superschwergewicht, Freistil: 16. Platz

### Schießen
- Alexander Babtschenko
Luftgewehr: 33. Platz
Kleinkaliber, Dreistellungskampf: 40. Platz
Kleinkaliber, liegend: 24. Platz

### Schwimmen
- Semyon Danilov
50 Meter Freistil: 66. Platz

- Ruslan Ismailov
200 Meter Freistil: 59. Platz

- Vasily Danilov
400 Meter Freistil: 44. Platz

- Yury Zakharov
200 Meter Rücken: 36. Platz

- Yevgeny Petrashov
100 Meter Brust: 55. Platz

- Anton Kramarenko
200 Meter Brust: 46. Platz